# Якимович-Чапран Дарія
Дарія Богданівна Якимович-Чапран (нар. 30 червня 1974, місто Городенка, Івано-Франківська область) — доцент кафедри українського прикладного мовознавства, кандидат філологічних наук.

## Біографія
Народилася 30 червня 1974 року м. Городенка Івано-Франківської області.
У 1996 році закінчила Львівський державний університет імені Івана Франка. Захистила кандидатську дисертацію — «Лексика на позначення наукових понять з мовознавства у пам'ятках української мови XVI—XVII ст. (мовознавство)». Науковий керівник — кандидат філологічних наук, доцент Ощипко Ірина Йосипівна.

## Курси
- Методика викладання фонетики в курсі української мови як іноземної.
- Методика викладання фонетики української мови в іншомовній аудиторії.
- Лінгвістика тексту.

## Праці
- Якимович-Чапран Д. Семантико-генетичні особливості та лінгвокраїнознавчий потенціал дублетів каварня / кав'ярня / Дарія Якимович-Чапран // Теорія і практика викладання української мови як іноземної. — Львів: Видавничий центр ЛНУ імені Івана Франка, 2008. — Вип. 3. — С. 145—149.
- Якимович-Чапран Д. Лінгвокультурні конотації демономена «біс» (на матеріалі української фраземіки та паремій) / Дарія Якимович-Чапран // Теорія і практика викладання української мови як іноземної. — 2012. — Вип. 7. — С. 242—249.
- Якимович-Чапран Д. Конотативна семантика демономенів дідько, сатана, диявол як джерело лінгвокультурної інформації (на матеріалі українських фразем і паремій) / Дарія Якимович-Чапран // Теорія і практика викладання української мови як іноземної. — 2014. — Вип. 10. — С. 149—159.
- Якимович-Чапран Д. Лінгвокультурні конотації українських демономенів (на матеріалі лексеми чорт) / Дарія Якимович-Чапран // Теорія і практика викладання української мови як іноземної: зб. наук. праць. — Львів: Видавничий центр ЛНУ імені Івана Франка, 2009. — Вип. 4. — С. 118—131.
- Якимович-Чапран Д. Синонімія в українській мовознавчій термінолексиці XVI—XVII ст. / Дарія Якимович-Чапран // Вісник Національного університету «Львівська політехніка». Проблеми української термінології. — 2013. — № 765. — С. 124—131.
- Якимович-Чапран Д. Історія української літературної мови: курс лекцій зі спецкурсу / Дарія Якимович-Чапран; Львівський національний університет імені Івана Франка, Інститут українознавства імені І. Крип'якевича НАН України. — Львів: [б. в.], 2016. — 165 с. — ISBN 978-966-02-7227-9.
- Якимович-Чапран Д. Внесок авторської спілки Адельфотес в українське термінотворення кінця XVI—XVII ст. / Дарія Якимович-Чапран // Вісник Національного університету «Львівська політехніка». Проблеми української термінології. — 2016. — № 842. — С. 165—170.
- Якимович-Чапран Д. З досвіду викладання української мови за професійним спрямуванням: синтаксичні норми (для студентів хімічного факультету) / Дарія Якимович-Чапран // Теорія і практика викладання української мови як іноземної. — Львів: Вид. центр ЛНУ імені Івана Франка, 2017. — Вип. 13. — С. 133—145.
- Якимович-Чапран Д. Етноніми як компоненти українських паремій (лінгвокультурні конотації) / Дарія Якимович-Чапран // Славянские языки: системно-описательный и социокультурный аспекты исследования: Сборник научных трудов VIII Международной научной конференции (Брест 23-24 ноября 2017 года) — Брест: БрГУ имени А. С. Пушкина, 2018. — Ч. І. — С. 115—122.
- Якимович-Чапран Д. Лінгвокультурні конотації етноніма циган / Дарія Якимович-Чапран // Вісник Львівського університету. Серія філологічна. — Львів: Видавничий центр ЛНУ імені Івана Франка, 2018. — Вип. 68. — С. 307—318.
- Якимович-Чапран Д. Етнонім москаль як компонент українських фразем і паремій: лінгвокультурний аспект / Дарія Якимович-Чапран // Вісник Львівського університету. Серія філологічна. — Львів: Видавничий центр ЛНУ імені Івана Франка, 2020. — Вип. 72. — С. 200—210.